# Wētā FX
Wētā FX（ウェタ・エフエックス）は、ニュージーランドウェリントンに所在するVFX制作会社である。 旧社名はWeta Digital（ウェタ・デジタル）。「WETA」とはニュージーランドに生息するカマドウマ科の大型昆虫の名前である。

## 概要
1993年、映画監督のピーター・ジャクソンとプロデューサーと特撮技術者のリチャード・テイラーのコンビにより設立された。『乙女の祈り』（1994年）のSFXの制作が設立の目的で、この映画では1台のコンピュータによってVFXが制作された。その後、会社の規模は大きくなり、世界有数のVFXスタジオとなった。2000年に特殊メイクやミニチュア製作の工房であるWeta Workshopとデジタル・ポストプロダクションのWeta Digitalに分社した。
ジャクソン監督による『指輪物語』の映画化3部作『ロード・オブ・ザ・リング』（2001年）、『ロード・オブ・ザ・リング/二つの塔』（2002年）、『ロード・オブ・ザ・リング/王の帰還』（2003年）で、シリーズ3作すべてアカデミー視覚効果賞を受賞した。続くジャクソン監督の『キング・コング』（2005年）やジェームズ・キャメロン監督の『アバター』（2009年）でも同賞を受賞し、その評価を高めた。
Wetaは、モーションキャプチャやキーフレームアニメーションに最先端のCG技術であるサブサーフェイス・スキャタリングを組み合わせ、CGキャラクターを、生身の役者と違和感なく「共演」させることに成功した。『ロード・オブ・ザ・リング』三部作に登場するゴラムは、その代表例である。
Wetaは、CGプログラムの開発も手がけており、『ロード・オブ・ザ・リング』のために、群集アニメーションを制作するためにMASSIVEというプログラムを開発し、製品化もされた。また、Pixologic社のソフトウェア・ZBrushの開発にも協力しているほか、Wetaと同じくニュージーランドにあるSkymatter LimitedのMudBoxの開発にも協力している。MudBoxは、2005年度版『キング・コング』の制作に活用された。
理系大学出身者の間では就職先希望ランキングで上位に入る映像スタジオである。映像スタジオとしては世界最高水準のIT環境を整備しており、35を超える国と地域から集まる約800名のクリエーター（半数はニュージーランド人）が在籍しているが正社員採用はなく、全員がフリーランスの有期契約である。
2020年にはアニメーション部門を設立し、長編アニメーション映画の製作を行うと発表した。
2021年11月9日、ピーター・ジャクソンは同社のVFXツール開発部門をアメリカのビデオゲームソフトウェア開発会社であるユニティ・テクノロジーに16億2500万米ドルで売却した。これによりユニティが買収したWetaの技術資産がWeta Digitalと呼ばれることになり、VFX会社としては独立したままでWētā FXに社名を変更した。この買収は2021年12月に完了した。
2022年4月、Wētā FXはカナダのバンクーバーに新スタジオを開設した。同社にとってニュージーランド国外では初めてのスタジオである。

## 参加作品
※インターネット・ムービー・データベースの情報より。

### 映画

#### 2009年まで
| 公開年 | 邦題 原題                                                                          | 備考                                                      |
| ------ | ---------------------------------------------------------------------------------- | --------------------------------------------------------- |
| 1994年 | 乙女の祈り Heavenly Creatures                                                      |                                                           |
| 1996年 | さまよう魂たち Frighteners                                                         |                                                           |
| 1997年 | コンタクト Contact                                                                 |                                                           |
| 2001年 | ロード・オブ・ザ・リング The Lord of the Rings: The Fellowship of the Ring         |                                                           |
| 2002年 | ロード・オブ・ザ・リング/二つの塔 The Lord of the Rings: The Two Towers            |                                                           |
| 2003年 | ロード・オブ・ザ・リング/王の帰還 The Lord of the Rings: The Return of the King    |                                                           |
| 2004年 | アイ,ロボット I, Robot                                                             |                                                           |
| 2004年 | ヴァン・ヘルシング Van Helsing                                                     |                                                           |
| 2005年 | 世界最速のインディアン The World's Fastest Indian                                  | フィルムスキャン                                          |
| 2005年 | キング・コング King Kong                                                           | VFX、カラーグレーディング、デジタル・インターミディエイト |
| 2006年 | X-MEN:ファイナル ディシジョン X-Men: The Last Stand                                |                                                           |
| 2006年 | ナイト ミュージアム Night at the Museum                                            |                                                           |
| 2006年 | エラゴン 遺志を継ぐ者 Eragon                                                       |                                                           |
| 2006年 | 輝く夜明けに向かって Catch a Fire                                                  | フィルムレコーディング                                    |
| 2006年 | 王妃の紋章 満城尽帯黄金甲                                                          | フィルムレコーディング                                    |
| 2007年 | マンイーター Rogue                                                                 | フィルムレコーディング                                    |
| 2007年 | ファンタスティック・フォー:銀河の危機 4: Rise of the Silver Surfer                 |                                                           |
| 2007年 | ウォーター・ホース Water Horse: The Legend of the Deep                             |                                                           |
| 2007年 | テラビシアにかける橋 Bridge to Terabithia                                          |                                                           |
| 2007年 | 30デイズ・ナイト 30 Days of Night                                                  |                                                           |
| 2007年 | 魔法にかけられて Enchanted                                                         |                                                           |
| 2008年 | ジャンパー Jumper                                                                  |                                                           |
| 2008年 | ナルニア国物語/第2章:カスピアン王子の角笛 The Chronicles of Narnia: Prince Caspian |                                                           |
| 2008年 | レッドクリフ 赤壁                                                                  | フィルムレコーディング                                    |
| 2008年 | 地球が静止する日 The Day the Earth Stood Still                                     |                                                           |
| 2009年 | 第9地区 District 9                                                                 |                                                           |
| 2009年 | ラブリーボーン The Lovely Bones                                                    |                                                           |
| 2009年 | アバター Avatar                                                                    |                                                           |

#### 2010年代
| 公開年 | 邦題 原題                                                                        |
| ------ | -------------------------------------------------------------------------------- |
| 2010年 | 特攻野郎Aチーム THE MOVIE The A-Team                                             |
| 2010年 | ナイト&デイ Knight and Day                                                       |
| 2010年 | ガリバー旅行記 Gulliver's Travels                                                |
| 2010年 | 決闘の大地で The Warrior's Way                                                   |
| 2011年 | X-MEN:ファースト・ジェネレーション X-Men: First Class                            |
| 2011年 | 猿の惑星: 創世記 Rise of the Planet of the Apes                                  |
| 2011年 | タンタンの冒険/ユニコーン号の秘密 The Adventures of Tintin                       |
| 2012年 | アベンジャーズ The Avengers                                                      |
| 2012年 | プロメテウス Prometheus                                                          |
| 2012年 | リンカーン/秘密の書 Abraham Lincoln: Vampire Hunter                              |
| 2012年 | ホビット 思いがけない冒険 The Hobbit: An Unexpected Journey                      |
| 2013年 | アイアンマン3 Iron Man 3                                                         |
| 2013年 | ハンガー・ゲーム2 The Hunger Games: Catching Fire                                |
| 2013年 | パーシー・ジャクソンとオリンポスの神々/魔の海 Percy Jackson: Sea of Monsters     |
| 2013年 | ホビット 竜に奪われた王国 The Hobbit: The Desolation of Smaug                    |
| 2013年 | マン・オブ・スティール Man of Steel                                              |
| 2013年 | ウルヴァリン:SAMURAI The Wolverine                                               |
| 2014年 | シェアハウス・ウィズ・ヴァンパイア What We Do in the Shadows                     |
| 2014年 | ホビット 決戦のゆくえ The Hobbit: The Battle of the Five Armies                  |
| 2014年 | 猿の惑星: 新世紀 Dawn of the Planet of the Apes                                  |
| 2015年 | ワイルド・スピード SKY MISSION Furious 7                                         |
| 2015年 | ファンタスティック・フォー Fantastic Four                                        |
| 2015年 | メイズ・ランナー2: 砂漠の迷宮 Maze Runner: The Scorch Trials                     |
| 2015年 | ハンガー・ゲーム FINAL: レボリューション The Hunger Games: Mockingjay - Part2    |
| 2015年 | クランプス 魔物の儀式 Krampus                                                    |
| 2015年 | アルビン4 それいけ! シマリス大作戦 Alvin and the Chipmunks: The Road Chip        |
| 2016年 | デッドプール Deadpool                                                            |
| 2016年 | バットマン vs スーパーマン ジャスティスの誕生 Batman v Superman: Dawn of Justice |
| 2016年 | ジャングル・ブック The Jungle Book                                               |
| 2016年 | BFG: ビッグ・フレンドリー・ジャイアント The BFG                                  |
| 2016年 | インデペンデンス・デイ: リサージェンス Independence Day: Resurgence              |
| 2016年 | ピートと秘密の友達 Pete's Dragon                                                 |
| 2016年 | スペクトル Spectral                                                              |
| 2017年 | ガーディアンズ・オブ・ギャラクシー:リミックス Guardians of the Galaxy Vol. 2     |
| 2017年 | 猿の惑星: 聖戦記 War for the Planet of the Apes                                  |
| 2017年 | ヴァレリアン 千の惑星の救世主 Valerian and the City of a Thousand Planets        |
| 2017年 | ジャスティス・リーグ Justice League                                              |
| 2018年 | メイズ・ランナー: 最期の迷宮 Maze Runner: The Death Cure                         |
| 2018年 | ランペイジ 巨獣大乱闘 Rampage                                                    |
| 2018年 | アベンジャーズ/インフィニティ・ウォー Avengers: Infinity War                     |
| 2018年 | デッドプール2 Deadpool 2                                                         |
| 2018年 | カイジ 動物世界 動物世界                                                         |
| 2018年 | 移動都市/モータル・エンジン Mortal Engines                                       |
| 2018年 | アクアマン Aquaman                                                               |
| 2019年 | アリータ: バトル・エンジェル Alita: Battle Angel                                 |
| 2019年 | アベンジャーズ/エンドゲーム Avengers: Endgame                                    |
| 2019年 | アナベル 死霊博物館 Annabelle Comes Home                                         |
| 2019年 | スパイダーマン:ファー・フロム・ホーム Spider-Man: Far From Home                  |
| 2019年 | アド・アストラ Ad Astra                                                          |
| 2019年 | ジェミニマン Gemini Man                                                          |
| 2019年 | ターミネーター:ニュー・フェイト Terminator: Dark Fate                            |
| 2019年 | ジュマンジ/ネクスト・レベル Jumanji: The Next Level                              |
| 2019年 | わんわん物語 Lady and the Tramp                                                  |

#### 2020年代
| 公開年 | 邦題 原題 |
| ------ | --- |
| 2020年 | ハーレイ・クインの華麗なる覚醒 BIRDS OF PREY Birds of Prey: And the Fantabulous Emancipation of One Harley Quinn |
| 2020年 | ムーラン Mulan                                                                                                   |
| 2020年 | クリスマス・クロニクル PART2 The Christmas Chronicles 2                                                          |
| 2020年 | ヒーローキッズ We Can Be Heroes                                                                                  |
| 2021年 | ジャスティス・リーグ:ザック・スナイダーカット Zack Snyder's Justice League                                       |
| 2021年 | トゥモロー・ウォー The Tomorrow War                                                                              |
| 2021年 | ブラック・ウィドウ Black Widow                                                                                   |
| 2021年 | ジャングル・クルーズ Jungle Cruise                                                                               |
| 2021年 | キングスマン:ファースト・エージェント The King's Man                                                             |
| 2021年 | ザ・スーサイド・スクワッド “極”悪党、集結 The Suicide Squad                                                      |
| 2021年 | シャン・チー/テン・リングスの伝説 Shang-Chi and the Legend of the Ten Rings                                      |
| 2021年 | エターナルズ Eternals                                                                                            |
| 2022年 | THE BATMAN-ザ・バットマン- The Batman                                                                            |
| 2022年 | KIMI/サイバー・トラップ                                                                                          |
| 2022年 | ドクター・ストレンジ/マルチバース・オブ・マッドネス                                                              |
| 2022年 | ソー:ラブ&サンダー                                                                                               |
| 2022年 | ブラックアダム (映画)                                                                                            |
| 2022年 | ブラックパンサー/ワカンダ・フォーエバー                                                                          |
| 2022年 | アバター:ウェイ・オブ・ウォーター                                                                                |
| 2022年 | ナイブズ・アウト: グラス・オニオン                                                                               |
| 2023年 | コカイン・ベア                                                                                                   |
| 2023年 | シャザム!〜神々の怒り〜                                                                                          |
| 2023年 | ガーディアンズ・オブ・ギャラクシー:VOLUME 3                                                                      |
| 2023年 | リトル・マーメイド (2023年の映画)                                                                                |
| 2023年 | トランスフォーマー/ビースト覚醒                                                                                  |
| 2023年 | ザ・フラッシュ (映画)                                                                                            |
| 2023年 | ナイアド 〜その決意は海を越える〜                                                                                |
| 2023年 | ザ・クリエイター/創造者                                                                                          |
| 2023年 | マーベルズ |
| 2023年 | REBEL MOON: パート1 炎の子                                                                                       |
| 2023年 | アクアマン/失われた王国                                                                                          |
| 2024年 | ゴジラxコング 新たなる帝国                                                                                       |
| 2024年 | REBEL MOON: パート2 傷跡を刻む者                                                                                 |
| 2024年 | 猿の惑星/キングダム                                                                                              |
| 2024年 | デッドプール&ウルヴァリン                                                                                        |
| 2024年 | エイリアン:ロムルス                                                                                              |
| 2024年 | BETTER MAN/ベター・マン                                                                                          |
| 2024年 | セキュリティ・チェック (映画)                                                                                    |
| 2024年 | キャプテン・アメリカ:ブレイブ・ニュー・ワールド                                                                  |
| 2024年 | マインクラフト/ザ・ムービー                                                                                      |
| 2024年 | スーパーマン (2025年の映画)                                                                                      |
| 2024年 | ファンタスティック4:ファースト・ステップ                                                                         |
| 2024年 | アバター:ファイヤー・アンド・アッシュ                                                                            |

### テレビドラマ
| 放送年 | 邦題 原題                                                           | 備考              |
| ------ | ------------------------------------------------------------------- | ----------------- |
| 2019年 | アンブレラ・アカデミー The Umbrella Academy                         | シーズン1より参加 |
| 2019年 | ゲーム・オブ・スローンズ Game of Thrones                            | シーズン8に参加   |
| 2020年 | スペース・フォース Space Force                                      |                   |
| 2021年 | ファルコン&ウィンター・ソルジャー The Falcon and the Winter Soldier |                   |

## 受賞歴
| 年     | 候補作                            | 賞                 | 部門             | 結果       |
| ------ | --------------------------------- | ------------------ | ---------------- | ---------- |
| 2002年 | ロード・オブ・ザ・リング          | 第74回アカデミー賞 | 最優秀視覚効果賞 | 受賞       |
| 2003年 | ロード・オブ・ザ・リング/二つの塔 | 第75回アカデミー賞 | 最優秀視覚効果賞 | 受賞       |
| 2004年 | ロード・オブ・ザ・リング/王の帰還 | 第76回アカデミー賞 | 最優秀視覚効果賞 | 受賞       |
| 2005年 | アイ,ロボット                     | 第77回アカデミー賞 | 最優秀視覚効果賞 | ノミネート |
| 2006年 | キング・コング                    | 第78回アカデミー賞 | 最優秀視覚効果賞 | 受賞       |
| 2010年 | アバター                          | 第82回アカデミー賞 | 最優秀視覚効果賞 | 受賞       |
| 2017年 | ジャングル・ブック                | 第89回アカデミー賞 | 最優秀視覚効果賞 | 受賞       |